# Ефект Вайсенберга
Ефект Вайсенберга — ефект, характерний для деяких неньютонівських рідин, наприклад, розчинів рідких полімерів . Замість відкидання назовні, ланцюжок полімерів намотується на стрижень. Явище названо за іменем австрійського фізика Карла Вайсенберга.
Технічно, це полягає в наступному: якщо в ємність з розчином полімерів помістити обертовий стрижень, то навколо стрижня рівень рідини почне підвищуватися, розчин буде «намотуватися» на стрижень. Ланцюжки полімерів закручуються навколо стрижня, поки він обертається, а вільні кінці в основній масі розчину виявляються сплутаними. Під час обертання стрижня кінець ланцюжка загорнутий на стрижні і знаходиться під натягом (сила натягу діє на кожен кінець). При спробі зменшення відстані між двома кінцями полімер намагається зміщуватися вгору або вниз по стрижню до області, де стрижень менше обмотаний полімерним ланцюжком, і, отже, ефективний діаметр (діаметр стрижня плюс загорнутого навколо нього ланцюжка) менший, а відстань, відповідно, коротша.

## Див. Також
- Реологія
- Ефект Кея